# Wolfgang Eichhorn (Mathematiker)
Wolfgang Eichhorn (* 18. August 1933 in Ansbach) ist ein deutscher Wirtschaftsmathematiker, Ökonom und emeritierter Professor für Volkswirtschaftslehre (insbesondere: Wirtschaftstheorie) an der Universität Karlsruhe (TH), jetzt KIT: Karlsruher Institut für Technologie.

## Wissenschaftliches Leben und Werk
Wolfgang Eichhorn studierte Mathematik und Volkswirtschaftslehre an den Universitäten Würzburg und München. 1954 wurde er Mitglied des Corps Rhenania Würzburg. Promotion in Mathematik 1962 an der Universität Würzburg. Das Volkswirtschaftsstudium schloss er 1964 mit dem Diplom ab. 1966 habilitierte er sich in Mathematik.
Die Schwerpunkte seiner wissenschaftlichen Arbeit sind in der Mathematik: Algebra, Funktionalgleichungen; in der Volkswirtschaftslehre: Produktionstheorie, Preistheorie via Spieltheorie, Wachstumstheorie, Verteilungstheorie; in der Statistik: Messkonzepte und Messungen in der Wirtschaft; in der Versicherungswissenschaft: versicherungstechnisches Risiko, makroökonomische Aspekte des Risiko-Managements.
Wolfgang Eichhorns wissenschaftliches Werk umfasst rund 200 Arbeiten in internationalen Fachzeitschriften (darunter die führenden Journale Aequationes Mathematicae, American Economic Review, Archiv der Mathematik, Bio Science, Econometrica, Journal für die reine und angewandte Mathematik, Journal of Economic Theory, Journal of Mathematical Economics, Mathematical Methods of Operations Research, Mathematische Zeitschrift, Social Choice and Welfare) und 15 Bücher (Verlage: Addison-Wesley, Springer Verlag u. a.).
Gastprofessuren führten ihn an die Universität Bonn, University of British Columbia (Vancouver), University of California, Berkeley, University of Southern California (Los Angeles), University of Waterloo, WU Wien.
Als Gutachter war er tätig für das Bundeskartellamt, die Deutsche Forschungsgemeinschaft, die Münchener Rückversicherungs-Gesellschaft, das Interfakultative Institut für Entrepreneurship des KIT und für zahlreiche weitere Institutionen, insbesondere wissenschaftliche Verlage.
Zu seinem 60sten Geburtstag (1993) gaben W. Erwin Diewert (UBC), Klaus Spremann (Universität St. Gallen) und Frank Stehling (Universität Ulm) die Festschrift Mathematical Modelling in Economics (Springer-Verlag) heraus. Der Band enthält 67 Beiträge zum Titelthema sowie die Liste der Veröffentlichungen von Wolfgang Eichhorn.

## Ehrungen
- 1993: Ehrendoktor der Fakultät für Mathematik und Wirtschaftswissenschaften der Universität Ulm,
- 1999: Ehrendoktor der Faculté des Sciences Économiques et Sociales der Université de Fribourg,
- 2001: Ehrenmitglied der Gesellschaft für Operations Research,
- 2002: Ehrenmitglied der Österreichischen Gesellschaft für Operations Research,
- 2010: Goldenes Ehrenzeichen der Wirtschaftsuniversität Wien.

## Bücher (Auswahl)
- Theorie der homogenen Produktionsfunktion. Springer-Verlag, Berlin u. a. 1970
- Modelle der vertikalen Preisbildung. Verlag Anton Hain, Meisenheim 1973
- mit Joachim Voeller: Theory of the Price Index. Springer-Verlag, Berlin u. a. 1976
- Functional Equations in Economics. Addison-Wesley Publishing Company, Reading, Massachusetts 1978
- Das magische Neuneck. Umwelt und Sicherheit in einer Volkswirtschaft. Verlag Anton Hain, Frankfurt 1990
- Models and Measurement of Welfare and Inequality. Sammelband, Herausgeber und Autor. Springer-Verlag Berlin u. a. 1994
- mit Dirk Solte: Das Kartenhaus Weltfinanzsystem. Rückblick, Analyse, Ausblick. Fischer Taschenbuch Verlag, Frankfurt 2009
- mit Götz W. Werner und Lothar Friedrich herausgegeben: Das Grundeinkommen. Würdigung, Wertungen, Wege. KIT Scientific Publ., Karlsruhe 2012
- mit Winfried Gleißner: Mathematics and Methodology for Economics. Applications, Problems and Solutions. Springer Texts in Business and Economics. Springer International Publishing, Cham, Heidelberg, New York u. a. 2016
- mit Gerhard Gnann herausgegeben: 1.000 der besten 70.000 Gedichte, Gebote, Sprüche, Zitate von Aachen bis Zytotoxizität. edition fischer, Frankfurt 2016 (1. Auflage), 2017 (2. Auflage), 2018 (3. Auflage)
- Ein BIO-, ÖKO-, SOZIO-, THEO-Trip. IFB Verlag Deutsche Sprache, Paderborn 2020
- Öko-Wut, Öko-Mut auf Deutsch. „Ihr Wut- und Mutmenschen, beherzigt Öko-Ampeln!“. IFB Verlag Deutsche Sprache, Paderborn 2022, ISBN 978-3-949233-08-1

## Privates
Wolfgang Eichhorn ist der ältere Bruder von Peter Eichhorn (Wirtschaftswissenschaftler).